# Camillo de Nardis
Camillo de Nardis (* 26. Mai 1857 in Orsogna; † 5. August 1951 in Neapel) war ein italienischer Komponist, Dirigent und Musikpädagoge.

## Leben und Werk
Camillo de Nardis studierte am Conservatorio San Pietro a Majella in Neapel bei Giuseppe Correggio Harmonie und bei Nicola D’Arienzo Kontrapunkt, Komposition und Fuge. 1879 erwarb er sich sein Diplom in Komposition.
Camillo de Nardis vertrat von 1882 und 1884 das Fach Harmonielehre am Konservatorium von San Pietro a Majella in Neapel, 1885 das Fach Chorgesang an der Königlichen Militärakademie in Neapel, ab 1886 Harmonie und Kontrapunkt an der Albergo dei poveri in Neapel sowie von 1892 bis 1897 Komposition am Konservatorium von Palermo. Von 1907 bis 1922 unterrichtete er wieder am Konservatorium von Neapel, wo er seit 1907 bis 1929 als stellvertretender Direktor in der Nachfolge von Paolo Serrao wirkte. Unter seinen Schülern waren Raffaele Tenaglia, Guido Pannain und Renato Parodi.
Vor allen Dingen in Neapel trat de Nardis auch als Dirigent hervor. Er dirigierte beispielsweise in der Saison 1888/1889 im Theater von Neapel die Bellini-Oper I puritani und die dortige Erstaufführung von Richard Wagners Tannhäuser.
Er verfasste eine Abhandlung über Harmonielehre, die 1921 von Ricordi veröffentlicht wurde. Er verfasste auch bedeutende Musikkritiken. Er komponierte geistliche Musik und Kammermusik. Dabei führte er häufig Elemente der Abruzzen-Tradition in seine Musik ein. Sein Orchesterwerk Escenes d'Abruzzo sowie zwei Suiten für Sinfonieorchester wurden ebenfalls bei Ricordi veröffentlicht. Sein kompositorisches Werk enthält auch Opern wie beispielsweise Stella (1898) nach einem Libretto von Paolo D'Elsa und nach einem Stück des Dramatikers Francesco Gabriello Starace, die im Auftrag des Teatre Líric de Milà im Teatro Marrucino in Chieti uraufgeführt wurde. Dieses in de Nardis Heimat der Abruzzen spielende Werk, das eine ähnliche Anlage wie die Oper Cavalleria rusticana aufweist, verbuchte aufgrund seiner Dramatik und der Komplexität der Charaktere einen triumphalen Erfolg beim Publikum. Generell zeichnete sich de Nardis Kompositionsstil durch klare Melodien und feine Instrumentierungen aus. Er überarbeitete und modernisierte italienische Opern des 18. Jahrhunderts wie Il duello comico von Giovanni Paisiello und Lu frate innamurate von Giovanni Battista Pergolesi wie auch Cembalowerke derselben Zeit, die es ihm angetan hatten.